# Miha Haas
Miha Haas, slovenski pianist, *1983, Ljubljana

## Življenjepis
Njegova prva klavirska učiteljica je bila prof. Tanja Zrimšek, šolanje na Srednji glasbeni in baletni šoli v Ljubljani je nadaljeval v razredu svojega očeta, Hinka Haasa, diplomiral je aprila 2006 na Akademiji za glasbo v Ljubljani v razredu Dubravke Tomšič-Srebotnjak. 
Magistriral je junija 2008 na Kraljevem konservatoriju v Bruslju, v razredu Aleksandra Madžarja.
Doslej je imel preko 300 nastopov v Sloveniji, na Hrvaškem, v Srbiji, Italiji, Avstriji, Nemčiji, na Nizozemskem, Švedskem, Norveškem v Belgiji, ZDA in Veliki Britaniji. Poleg solističnih recitalov in nastopov z orkestri je največkrat nastopil v različnih komornih skupinah, predvsem v klavirskem duu, ter v duih z violino, violončelom ter klarinetom.
Izpopolnjeval se je na mednarodnih seminarjih pri I. Lasku, J. Siirali, P. Palecznyju, M. Huizingu in M. Voskresenskem.
Kot solist je igral z Orkestrom Slovenske filharmonije, Simfoničnim orkestrom RTV Slovenija, s Simfoničnim orkestrom AG, z Orkestrom SGBŠ, s Celjskim godalnim orkestrom, s Pihalnim orkestrom Slovenske vojske ter s Pihalnim orkestrom železarjev Ravne. 
Nastopa z bratom, violinistom Matejem Haasom, s pianistom Tadejem Horvatom, z violončelistom Nikolajem Sajkom, z violončelistom Sebastianom Bertoncljem, s klarinetistom Tadejem Kenigom idr. . 
Doslej je sodeloval pri krstnih izvedbah 9 novitet slovenskih avtorjev.
Za svoje koncertne dosežke je prejel vrsto odličnih kritik v domačem in tujem časopisju: Delo, Večer, Dnevnik, Bilten Epta, Tonovi (Zagreb), Salzburger Nachrichten (Salzburg)...
Miha Haas je kot pedagog od oktobra 2013 zaposlen na Akademiji za glasbo v Ljubljani.

## Nagrade
- Škerjančeva nagrada Srednje glasbene in baletne šole v Ljubljani (2001)
- Zmagovalec državnega tekmovanja v disciplini klavir (2004)
- Nagrada Društva Slovenskih skladateljev za najboljšo izvedbo skladbe slovenskega avtorja (2004)
- Prešernova nagrada Akademije za glasbo (2004)
- Zmagovalec državnega tekmovanja v disciplini klavirski duo (2005)
- Posebna nagrada za osvojeno maksimalno število točk na državnem tekmovanju (2005)
- Prešernova nagrada Univerze v Ljubljani (2005)
- Zmagovalec tekmovanja Primož Ramovš (2007)
- 2. nagrada na tekmovanju Concours Grieg v Oslu v disciplini dva klavirja (2009)
- posebna nagrada za najboljšo izvedbo skladbe E.Griega na tekmovanju Concours Grieg (2009)
- posebna nagrada za interpretacijo skladbe B.Bartoka na tekmovanju Concours Grieg (2009)
- zmagovalec tekmovanja Radi imamo Chopina (2010)

## Diskografija
- E. Grieg, R. Savin, B. Martinů, B. Pucihar; Nikolaj Sajko - violončelo, Miha Haas - klavir  (2010)
- A. Ajdič, kompletna dela za klarinet in klavir: Tadej Kenig - klarinet, Miha Haas - klavir  (2010)